# Summer Compilation: Manovalanza
Summer Compilation: Manovalanza è un album in studio di Gianni Drudi, pubblicato nel 2014. 

## Tracce
1. La manovalanza (Drudi)
2. Beijo Mundial (Drudi-Maiullo)
3. La zumba (Drudi- Orta Garcia)
4. Glu glu (Puccio)
5. La gatta loca (Drudi-Fedeli)
6. Il ballo della scimmia (Unetti)
7. E maledico me (Drudi-Somma)
8. Lei non sorride mai (Mancuso-Bellaroba)
9. Quello che ho da dire a te (Puccio)
10. El trucandero (Drudi-Somma)
11. Morale (Spagnoli)
12. Funiculì funiculà (Elab. Drudi-Massari-Patelli)
13. Zumpa Badù (De Bona-Altieri)
14. Mi manca l'anima (Drudi-Lambertini)